# WKBL 신입선수 선발회
WKBL 신입선수 선발회(WKBL Draft)는 한국여자프로농구 (WKBL)에서 활동할 신입선수를 선발하는 드래프트이다. 1999년 처음 시작되었고, 매년 9월에서 1월 사이에 열리고있다. 주로 졸업을 앞둔 고등학교 선수들이 참가하며 대학교에 재학 중이거나 졸업을 앞둔 대학교 선수, 일반인, 외국 국적을 가진 동포선수 또한 참가한다. 선발회는 4개 라운드로 진행되며 총 24명까지 지명이 가능하다.

## 내력
2019-20 선발회에서는 선발회 당일 트라이아웃이 처음 실시되었으며, 해외동포 선수들도 선발회에 참가하게 되었다. 2020-21 선발회는 코로나로 인하여 아마추어 대회가 거의 열리지 않아 사상 처음으로 이틀간 실시되며 선수들의 운동능력을 측정하는 컴바인 또한 실시된다.

## 역대 선발회

### 요약
| 연도    | 개최 일시                | 신청인원 | 선발인원 |
| ------- | ------------------------ | -------- | -------- |
| 2000    | 1999년 10월 27일         |          | 12       |
| 2001    | 2000년 11월 9일          |          | 18       |
| 2002    | 2001년 10월 19일         |          | 13       |
| 2003    | 2002년 11월 18일         |          | 23       |
| 2004    | 2003년 10월 30일         |          | 14       |
| 2005    | 2004년 10월 21일         |          | 17       |
| 2006    | 2005년 11월 9일          |          | 18       |
| 2007    | 2006년 10월 26일         |          | 12       |
| 2008    | 2007년 10월 16일         |          | 15       |
| 2009    | 2008년 10월 21일         |          | 14       |
| 2010    | 2009년 11월 18일         |          | 12       |
| 2011    | 2010년 11월 2일          |          | 15       |
| 2012    | 2011년 10월 25일         |          | 12       |
| 2013    | 2012년 10월 30일         |          | 12       |
| 2014    | 2013년 11월 6일          |          | 14       |
| 2015    | 2014년 11월 11일         |          | 13       |
| 2016    | 2015년 10월 27일         |          | 16       |
| 2017    | 2016년 10월 17일         | 26       | 15       |
| 2017-18 | 2017년 11월 21일         | 24       | 14       |
| 2018-19 | 2019년 1월 8일           | 27       | 13       |
| 2019-20 | 2020년 1월 9일           | 25       | 18       |
| 2020-21 | 2020년 11월 4일-11월 5일 | 27       | 14       |
| 2021-22 | 2021년 9월 7일-9월 8일   | 24       | 12       |
| 2022-23 | 2022년 9월 16일          | 25       | 14       |
| 2023-24 | 2023년 9월 4일           | 29       | 12       |
| 2024-25 | 2024년 8월 20일          | 28       | 12       |

| ^ | 신인선수상을 수상한 선수를 가리킨다                         |
| # | WKBL 정규리그나 플레이오프 출장 기록이 없는 선수를 가리킨다 |

### 2011
| 라운드 | 순위 | 선수     | 팀                     | 출신                   |
| ------ | ---- | -------- | ---------------------- | ---------------------- |
| 1      | 1    | 이승아^1 | 춘천 우리은행 한새     | 인성여자고등학교       |
| 1      | 2    | 이정현   | 부천 신세계 쿨캣       | 청주여자고등학교       |
| 1      | 3    | 김소담   | 구리 KDB생명 위너스    | 옥천상업고등학교       |
| 1      | 4    | 심성영   | 청주 KB 스타즈         | 광주수피아여자고등학교 |
| 1      | 5    | 김규희   | 안산 신한은행 에스버드 | 청주여자고등학교       |
| 1      | 6    | 김미소#  | 안산 신한은행 에스버드 | 선일여자고등학교       |
| 2      | 7    | 차홍진#  | 용인 삼성생명 블루밍스 | 전주기전여자고등학교   |
| 2      | 8    | 김민경   | 안산 신한은행 에스버드 | 동주여자고등학교       |
| 2      | 9    | 홍아란   | 청주 KB 스타즈         | 삼천포여자고등학교     |
| 2      | 10   | 노현지   | 구리 KDB생명 위너스    | 숙명여자고등학교       |
| 2      | 11   | 이지현   | 부천 신세계 쿨캣       | 인성여자고등학교       |
| 2      | 12   | 장민지#  | 춘천 우리은행 한새     | 숭의여자고등학교       |
| 3      | 13   | 박근영   | 춘천 우리은행 한새     | 상주여자고등학교       |
| 3      | 15   | 이은비   | 구리 KDB생명 위너스    | 선일여자고등학교       |
| 4      | 24   | 김보람#  | 춘천 우리은행 한새     | 춘천여자고등학교       |

1. 2011-12 신인선수상

### 2012
| 라운드 | 순위 | 선수     | 팀                     | 출신                 |
| ------ | ---- | -------- | ---------------------- | -------------------- |
| 1      | 1    | 박다정   | 춘천 우리은행 한새     | 인성여자고등학교     |
| 1      | 2    | 양지영^2 | 청주 KB 스타즈         | 숙명여자고등학교     |
| 1      | 3    | 이령     | 부천 하나외환          | 숭의여자고등학교     |
| 1      | 4    | 하선형   | 안산 신한은행 에스버드 | 청주여자고등학교     |
| 1      | 5    | 류영선   | 구리 KDB생명 위너스    | 상주여자고등학교     |
| 1      | 6    | 정유진   | 구리 KDB생명 위너스    | 청주여자고등학교     |
| 2      | 7    | 김유정   | 안산 신한은행 에스버드 | 분당정보상업고등학교 |
| 2      | 8    | 김은지   | 부천 하나외환          | 상주여자고등학교     |
| 2      | 9    | 양초롱#  | 청주 KB 스타즈         | 청주여자고등학교     |
| 2      | 10   | 오승원#  | 춘천 우리은행 한새     | 숙명여자고등학교     |
| 2      | 11   | 신보라#  | 춘천 우리은행 한새     | 인성여자고등학교     |
| 2      | 12   | 박혜인#  | 청주 KB 스타즈         | 동주여자고등학교     |

2. 2012-13 신인선수상

### 2013
| 라운드 | 순위 | 선수     | 팀                     | 출신                 |
| ------ | ---- | -------- | ---------------------- | -------------------- |
| 1      | 1    | 강이슬   | 부천 하나외환          | 삼천포여자고등학교   |
| 1      | 2    | 최은실   | 춘천 우리은행 한새     | 청주여자고등학교     |
| 1      | 3    | 유승희   | 용인 삼성생명 블루밍스 | 전주기전여자고등학교 |
| 1      | 4    | 구슬     | 구리 KDB생명 위너스    | 수원여자고등학교     |
| 1      | 5    | 양인영   | 안산 신한은행 에스버드 | 숙명여자고등학교     |
| 1      | 6    | 김한비   | 청주 KB 스타즈         | 삼천포여자고등학교   |
| 2      | 7    | 김민정   | 청주 KB 스타즈         | 청주여자고등학교     |
| 2      | 8    | 김희란#  | 안산 신한은행 에스버드 | 선일여자고등학교     |
| 2      | 9    | 전보물   | 구리 KDB생명 위너스    | 인성여자고등학교     |
| 2      | 10   | 김선미#  | 용인 삼성생명 블루밍스 | 상주여자고등학교     |
| 2      | 11   | 최예인   | 춘천 우리은행 한새     | 춘천여자고등학교     |
| 2      | 12   | 김이슬^3 | 부천 하나외환          | 삼천포여자고등학교   |

3. 2013-14 신인선수상

### 2014
| 라운드 | 순위 | 선수     | 팀                     | 출신                   |
| ------ | ---- | -------- | ---------------------- | ---------------------- |
| 1      | 1    | 신지현^4 | 부천 하나외환          | 선일여자고등학교       |
| 1      | 2    | 김시온   | 구리 KDB생명 위너스    | 상주여자고등학교       |
| 1      | 3    | 박혜미   | 인천 신한은행 에스버드 | 숙명여자고등학교       |
| 1      | 4    | 박지은   | 청주 KB 스타즈         | 수원여자고등학교       |
| 1      | 5    | 이선영   | 춘천 우리은행 한새     | 광주수피아여자고등학교 |
| 1      | 6    | 정민주   | 용인 삼성 블루밍스     | 수원대학교             |
| 2      | 7    | 강계리   | 용인 삼성 블루밍스     | 한림성심대             |
| 2      | 8    | 차지영#  | 춘천 우리은행 한새     | 광주대학교             |
| 2      | 9    | 김희진   | 청주 KB 스타즈         | 인성여자고등학교       |
| 2      | 10   | 서수빈   | 인천 신한은행 에스버드 | 인성여자고등학교       |
| 2      | 11   | 김채은   | 구리 KDB생명 위너스    | 동주여자고등학교       |
| 2      | 12   | 백지은   | 부천 하나외환          | 용인대학교             |
| 3      | 13   | 차홍진#  | 부천 하나외환          | 전주비전대학교         |
| 4      | 24   | 이령     | 부천 하나외환          | 수원대학교             |

4. 2014-15 신인선수상

### 2015
| 라운드 | 순위 | 선수    | 팀                                          | 출신             |
| ------ | ---- | ------- | ------------------------------------------- | ---------------- |
| 1      | 1    | 안혜지  | 구리 KDB생명 위너스                         | 동주여자고등학교 |
| 1      | 2    | 김진영  | 청주 KB 스타즈                              | 숭의여자고등학교 |
| 1      | 3    | 이하은  | 부천 하나외환                               | 분당경영고등학교 |
| 1      | 4    | 김연희  | 인천 신한은행 에스버드                      | 선일여자고등학교 |
| 1      | 5    | 황승미# | 용인 삼성 블루밍스                          | 청주여자고등학교 |
| 1      | 6    | 홍소리  | 춘천 우리은행 한새 (KDB 생명에 지명권 양도) | 수원여자고등학교 |
| 2      | 7    | 이윤정  | 춘천 우리은행 한새                          | 수원대학교       |
| 2      | 8    | 김민정  | 용인 삼성 블루밍스                          | 동주여자고등학교 |
| 2      | 9    | 김아름  | 인천 신한은행 에스버드                      | 전주비전대학교   |
| 2      | 10   | 이수연  | 부천 하나외환                               | 광주대학교       |
| 2      | 11   | 박진희  | 청주 KB 스타즈                              | 청주여자고등학교 |
| 2      | 12   | 이수경  | 구리 KDB생명 위너스(우리은행에 지명권 양도) | 온양여자고등학교 |
| 3      | 13   | 길다빈# | 춘천 우리은행 한새                          | 수원대학교       |

### 2016
| 라운드 | 순위 | 선수        | 팀                     | 출신                   |
| ------ | ---- | ----------- | ---------------------- | ---------------------- |
| 1      | 1    | 윤예빈      | 용인 삼성생명 블루밍스 | 온양여자고등학교       |
| 1      | 2    | 진안        | 구리 KDB생명 위너스    | 수원여자고등학교       |
| 1      | 3    | 박진희      | 청주 KB 스타즈         | 대구광역시체육회       |
| 1      | 4    | 박현영#     | 부천 KEB하나은행       | 용인대학교             |
| 1      | 5    | 신재영      | 인천 신한은행 에스버드 | 험볼트 주립 대학교     |
| 1      | 6    | 엄다영      | 춘천 우리은행 한새     | 춘천여자고등학교       |
| 2      | 7    | 유현이      | 춘천 우리은행 한새     | 수원여자고등학교       |
| 2      | 8    | 이민지      | 인천 신한은행 에스버드 | 대구광역시체육회       |
| 2      | 9    | 김지영      | 부천 KEB하나은행       | 인성여자고등학교       |
| 2      | 10   | 김현아      | 청주 KB 스타즈         | 청주여자고등학교       |
| 2      | 11   | 김선희      | 구리 KDB생명 위너스    | 선일여자고등학교       |
| 2      | 12   | 김형경      | 용인 삼성생명 블루밍스 | 광주수피아여자고등학교 |
| 3      | 13   | 지명권 포기 | 용인 삼성생명 블루밍스 |                        |
| 3      | 14   | 지명권 포기 | 구리 KDB생명 위너스    |                        |
| 3      | 15   | 지명권 포기 | 청주 KB 스타즈         |                        |
| 3      | 16   | 김예진      | 부천 KEB하나은행       | 춘천여자고등학교       |
| 3      | 17   | 구민정      | 인천 신한은행 에스버드 | 삼천포여자고등학교     |
| 3      | 18   | 최정민      | 춘천 우리은행 한새     | 단국대학교             |
| 4      | 19   | 최규희      | 춘천 우리은행 한새     | 선일여자고등학교       |
| 4      | 20   | 지명권 포기 | 인천 신한은행 에스버드 |                        |
| 4      | 21   | 지명권 포기 | 부천 KEB하나은행       |                        |
| 4      | 22   | 지명권 포기 | 청주 KB 스타즈         |                        |
| 4      | 23   | 지명권 포기 | 구리 KDB생명 위너스    |                        |
| 4      | 24   | 지명권 포기 | 용인 삼성생명 블루밍스 |                        |

### 2017
| 라운드 | 순위 | 선수        | 팀                     | 출신                   |
| ------ | ---- | ----------- | ---------------------- | ---------------------- |
| 1      | 1    | 박지수^5    | 청주 KB 스타즈         | 분당경영고등학교       |
| 1      | 2    | 이주연^6    | 용인 삼성생명 블루밍스 | 인성여자고등학교       |
| 1      | 3    | 나윤정      | 아산 우리은행 위비     | 분당경영고등학교       |
| 1      | 4    | 차지현      | 구리 KDB생명 위너스    | 분당경영고등학교       |
| 1      | 5    | 한엄지      | 인천 신한은행 에스버드 | 삼천포여자고등학교     |
| 1      | 6    | 박찬양      | 부천 KEB하나은행       | 수원대학교             |
| 2      | 7    | 이혜미      | 인천 신한은행 에스버드 | 광주수피아여자고등학교 |
| 2      | 8    | 우수진      | 구리 KDB생명 위너스    | 광주대학교             |
| 2      | 9    | 박시은      | 아산 우리은행 위비     | 수원대학교             |
| 2      | 10   | 김민정      | 용인 삼성생명 블루밍스 | 숙명여자고등학교       |
| 2      | 11   | 이소정      | 청주 KB 스타즈         | 효성여자고등학교       |
| 2      | 12   | 김미연      | 부천 KEB하나은행       | 삼천포여자고등학교     |
| 3      | 13   | 최세영      | 부천 KEB하나은행       | 광주수피아여자고등학교 |
| 3      | 14   | 박유진#     | 청주 KB 스타즈         | 수원여자고등학교       |
| 3      | 15   | 지명권 포기 | 용인 삼성생명 블루밍스 |                        |
| 3      | 16   | 지명권 포기 | 아산 우리은행 위비     |                        |
| 3      | 17   | 지명권 포기 | 구리 KDB생명 위너스    |                        |
| 3      | 18   | 강예림#     | 인천 신한은행 에스버드 | 삼천포여자고등학교     |

5. 2016-17 신인선수상

6. 2017-18 신인선수상

### 2017-18
| 라운드 | 순위 | 선수        | 팀                     | 출신                   |
| ------ | ---- | ----------- | ---------------------- | ---------------------- |
| 1      | 1    | 최민주      | 부천 KEB하나은행       | 숙명여자고등학교       |
| 1      | 2    | 이은지#     | 인천 신한은행 에스버드 | 한림성심대학교         |
| 1      | 3    | 김지은      | 구리 KDB생명 위너스    | 숙명여자고등학교       |
| 1      | 4    | 임주리      | 청주 KB 스타즈         | 전주기전여자고등학교   |
| 1      | 5    | 황미우      | 용인 삼성생명 블루밍스 | 리쓰메이칸 대학        |
| 1      | 6    | 김진희      | 아산 우리은행 위비     | 광주대학교             |
| 2      | 7    | 이하영      | 아산 우리은행 위비     | 숙명여자고등학교       |
| 2      | 8    | 김나연      | 용인 삼성생명 블루밍스 | 춘천여자고등학교       |
| 2      | 9    | 진세민#     | 청주 KB 스타즈         | 숭의여자고등학교       |
| 2      | 10   | 지명권 포기 | 구리 KDB생명 위너스    |                        |
| 2      | 11   | 편예빈      | 인천 신한은행 에스버드 | 인성여자고등학교       |
| 2      | 12   | 장유영#     | 부천 KEB하나은행       | 수원대학교             |
| 3      | 13   | 지명권 포기 | 부천 KEB하나은행       |                        |
| 3      | 14   | 지명권 포기 | 인천 신한은행 에스버드 |                        |
| 3      | 15   | 지명권 포기 | 구리 KDB생명 위너스    |                        |
| 3      | 16   | 지명권 포기 | 청주 KB 스타즈         |                        |
| 3      | 17   | 최정민      | 용인 삼성생명 블루밍스 | 용인대학교             |
| 3      | 18   | 정금진#     | 아산 우리은행 위비     | 광주수피아여자고등학교 |
| 4      | 19   | 지명권 포기 | 아산 우리은행 위비     |                        |
| 4      | 20   | 지명권 포기 | 용인 삼성생명 블루밍스 |                        |
| 4      | 21   | 박주희#     | 청주 KB 스타즈         | 숭의여자고등학교       |
| 4      | 22   | 지명권 포기 | 구리 KDB생명 위너스    |                        |
| 4      | 23   | 지명권 포기 | 인천 신한은행 에스버드 |                        |
| 4      | 24   | 지명권 포기 | 부천 KEB하나은행       |                        |

### 2018-19
| 라운드 | 순위 | 선수        | 팀                     | 출신             |
| ------ | ---- | ----------- | ---------------------- | ---------------- |
| 1      | 1    | 박지현^     | 아산 우리은행 위비     | 숭의여자고등학교 |
| 1      | 2    | 이소희      | 수원 OK저축은행 읏샷   | 인성여자고등학교 |
| 1      | 3    | 신이슬      | 용인 삼성생명 블루밍스 | 온양여자고등학교 |
| 1      | 4    | 김두나랑    | 부천 KEB하나은행       | 수원대학교       |
| 1      | 5    | 최지선      | 인천 신한은행 에스버드 | 온양여자고등학교 |
| 1      | 6    | 이윤미      | 청주 KB 스타즈         | 동주여자고등학교 |
| 2      | 7    | 선가희      | 청주 KB 스타즈         | 숭의여자고등학교 |
| 2      | 8    | 김하나      | 인천 신한은행 에스버드 | 분당경영고등학교 |
| 2      | 9    | 이채은      | 부천 KEB하나은행       | 인성여자고등학교 |
| 2      | 10   | 안주연      | 용인 삼성생명 블루밍스 | 동주여자고등학교 |
| 2      | 11   | 임예솔#     | 수원 OK저축은행 읏샷   | 분당경영고등학교 |
| 2      | 12   | 노은서      | 아산 우리은행 위비     | 온양여자고등학교 |
| 3      | 13   | 유현희      | 아산 우리은행 위비     | 부산대학교       |
| 3      | 14   | 지명권 포기 | 수원 OK저축은행 읏샷   |                  |
| 3      | 15   | 지명권 포기 | 용인 삼성생명 블루밍스 |                  |
| 3      | 16   | 지명권 포기 | 부천 KEB하나은행       |                  |
| 3      | 17   | 지명권 포기 | 인천 신한은행 에스버드 |                  |
| 3      | 18   | 지명권 포기 | 청주 KB 스타즈         |                  |

### 2019-20
| 라운드 | 순위 | 선수     | 팀                     | 출신                                   |
| ------ | ---- | -------- | ---------------------- | -------------------------------------- |
| 1      | 1    | 허예은^  | 청주 KB 스타즈         | 상주여자고등학교 (3학년)               |
| 1      | 2    | 김애나   | 인천 신한은행 에스버드 | 캘리포니아 주립 대학교 롱비치 (졸업생) |
| 1      | 3    | 엄서이   | 부산 BNK 썸            | 춘천여자고등학교 (3학년)               |
| 1      | 4    | 정예림   | 부천 KEB하나은행       | 숭의여자고등학교 (3학년)               |
| 1      | 5    | 오승인   | 아산 우리은행 위비     | 청주여자고등학교 (3학년)               |
| 1      | 6    | 최서연   | 용인 삼성생명 블루밍스 | 벨뷰 고등학교 (3학년)                  |
| 2      | 7    | 이수정   | 용인 삼성생명 블루밍스 | 청주여자고등학교 (3학년)               |
| 2      | 8    | 김해지#  | 아산 우리은행 위비     | 용인대학교 (3학년)                     |
| 2      | 9    | 강유림^7 | 부천 KEB하나은행       | 광주대학교 (4학년)                     |
| 2      | 10   | 유승연   | 부산 BNK 썸            | 숭의여자고등학교 (3학년)               |
| 2      | 11   | 고나연   | 인천 신한은행 에스버드 | 분당경영고등학교 (3학년)               |
| 2      | 12   | 최윤선#  | 청주 KB 스타즈         | 수원대학교 (4학년)                     |
| 3      | 13   | 이혜수#  | 청주 KB 스타즈         | 인성여자고등학교 (3학년)               |
| 3      | 14   | 이주영   | 인천 신한은행 에스버드 | 부산대학교 (4학년)                     |
| 3      | 15   | 나금비   | 부산 BNK 썸            | 인성여자고등학교 (3학년)               |
| 3      | 16   | 최미현#  | 부천 KEB하나은행       | 효성여자고등학교 (3학년)               |
| 3      | 17   | 신민지   | 아산 우리은행 위비     | 광주수피아여자고등학교 (3학년)         |
| 3      | 18   | 이명관   | 용인 삼성생명 블루밍스 | 단국대학교 (4학년)                     |

7. 2020-21 신인선수상

### 2020-21
| 라운드 | 순위 | 선수        | 포지션 | 팀                     | 출신                       |
| ------ | ---- | ----------- | ------ | ---------------------- | -------------------------- |
| 1      | 1    | 문지영      | C      | 부산 BNK 썸            | 숙명여자고등학교 (3학년)   |
| 1      | 2    | 조수아      | G      | 용인 삼성생명 블루밍스 | 온양여자고등학교 (3학년)   |
| 1      | 3    | 이다연      | F      | 인천 신한은행 에스버드 | 삼천포여자고등학교 (3학년) |
| 1      | 4    | 조수민      | F      | 청주 KB 스타즈         | 화봉고등학교 (3학년)       |
| 1      | 5    | 편선우      | C      | 아산 우리은행 위비     | 온양여자고등학교 (3학년)   |
| 1      | 6    | 이지우      | G      | 부천 하나원큐          | 부산대학교 (4학년)         |
| 2      | 7    | 장은혜      | C      | 부천 하나원큐          | 숙명여자고등학교 (3학년)   |
| 2      | 8    | 강주은#     | F      | 아산 우리은행 위비     | 숙명여자고등학교 (3학년)   |
| 2      | 9    | 양지수      | F      | 청주 KB 스타즈         | 온양여자고등학교 (3학년)   |
| 2      | 10   | 백채연      | G      | 인천 신한은행 에스버드 | 온양여자고등학교 (3학년)   |
| 2      | 11   | 박경림      | G      | 용인 삼성생명 블루밍스 | 수원대학교 (4학년)         |
| 2      | 12   | 조세영#     | F      | 부산 BNK 썸            | 부산대학교 (4학년)         |
| 3      | 13   | 고세림      | G      | 부산 BNK 썸            | 숭의여자고등학교 (3학년)   |
| 3      | 14   | 지명권 포기 |        | 용인 삼성생명 블루밍스 |                            |
| 3      | 15   | 지명권 포기 |        | 인천 신한은행 에스버드 |                            |
| 3      | 16   | 박은하      | G      | 청주 KB 스타즈         | 전주비전대학교 (4학년)     |
| 3      | 17   | 지명권 포기 |        | 아산 우리은행 위비     |                            |
| 3      | 18   | 지명권 포기 |        | 부천 하나원큐          |                            |

### 2021-22
| 라운드 | 순위 | 선수    | 포지션 | 팀                     | 출신                           |
| ------ | ---- | ------- | ------ | ---------------------- | ------------------------------ |
| 1      | 1    | 이해란^ | C      | 용인 삼성생명 블루밍스 | 광주수피아여자고등학교 (3학년) |
| 1      | 2    | 박소희^ | G      | 부천 하나원큐          | 분당경영고등학교 (3학년)       |
| 1      | 3    | 변소정  | F      | 인천 신한은행 에스버드 | 분당경영고등학교 (3학년)       |
| 1      | 4    | 신예영  | G      | 청주 KB 스타즈         | 선일여자고등학교 (3학년)       |
| 1      | 5    | 방보람  | C      | 아산 우리은행 위비     | 동주여자고등학교 (3학년)       |
| 1      | 6    | 임규리  | C      | 용인 삼성생명 블루밍스 | 청주여자고등학교 (3학년)       |
| 2      | 7    | 최민주  | C      | 부산 BNK 썸            | 숙명여자고등학교 (3학년)       |
| 2      | 8    | 김은선  | F      | 아산 우리은행 위비     | 춘천여자고등학교 (3학년)       |
| 2      | 9    | 이혜주  | G      | 청주 KB 스타즈         | 동주여자고등학교 (3학년)       |
| 2      | 10   | 이유진# | F      | 인천 신한은행 에스버드 | 숙명여자고등학교 (3학년)       |
| 2      | 11   | 이주하  | G      | 부산 BNK 썸            | 온양여자고등학교 (3학년)       |
| 2      | 12   | 서예원  | F      | 부천 하나원큐          | 숭의여자고등학교 (3학년)       |

### 2022-23
| 라운드 | 순위 | 선수           | 포지션 | 팀                     | 출신                           |
| ------ | ---- | -------------- | ------ | ---------------------- | ------------------------------ |
| 1      | 1    | 키아나 스미스^ | F      | 용인 삼성생명 블루밍스 | 루이빌 대학교 (졸업생)         |
| 1      | 2    | 박진영         | C      | 부천 하나원큐          | 삼천포여자고등학교 (3학년)     |
| 1      | 3    | 심수현         | G      | 인천 신한은행 에스버드 | 춘천여자고등학교 (3학년)       |
| 1      | 4    | 이다현         | G      | 부천 하나원큐          | 숭의여자고등학교 (3학년)       |
| 1      | 5    | 성혜경         | F      | 청주 KB 스타즈         | 선일여자고등학교 (3학년)       |
| 1      | 6    | 안정현         | F      | 청주 KB 스타즈         | 선일여자고등학교 (3학년)       |
| 2      | 7    | 백지원         | G      | 아산 우리은행 위비     | 온양여자고등학교 (3학년)       |
| 2      | 8    | 이두나         | F      | 인천 신한은행 에스버드 | 숙명여자고등학교 (3학년)       |
| 2      | 9    | 김민아         | G      | 부산 BNK 썸            | 부산대학교 (4학년)             |
| 2      | 10   | 고서연         | G      | 부천 하나원큐          | 삼천포여자고등학교 (3학년)     |
| 2      | 11   | 양지원         | F      | 용인 삼성생명 블루밍스 | 광주대학교 (3학년)             |
| 2      | 12   | 김유선         | F      | 용인 삼성생명 블루밍스 | 광주수피아여자고등학교 (3학년) |
| 3      | 13   | 지명권 포기    |        |                        |                                |
| 3      | 14   | 박인아         | F      | 부산 BNK 썸            | 부산대학교 (4학년)             |
| 3      | 15   | 지명권 포기    |        |                        |                                |
| 3      | 16   | 이현서#        | G      | 아산 우리은행 위비     | 단국대학교 (4학년)             |
| 3      | 17   | 지명권 포기    |        |                        |                                |
| 3      | 18   | 지명권 포기    |        |                        |                                |